# Personalendung
Der Ausdruck Personalendung (auch: Personalform, finite Verbform) bezeichnet diejenigen Endungen der Verben, welche die Kategorie Person ausdrücken.

## Beispiel einer Personalendung im Deutschen
Im Deutschen werden an Verben die erste, zweite und dritte Person ausgedrückt, und zwar sowohl im Singular (Einzahl) als auch im Plural (Mehrzahl). Folgende Personalendungen muss man unterscheiden:
- 1. Person Singular, Beispiel: „ich spiel-e“; die Personalendung ist: „-e“;
- 2. Person Singular, Beispiel: „du spiel-st“; die Personalendung ist: „-st“;
- 3. Person Singular, Beispiel: „er, sie, es spiel-t“; die Personalendung ist: „-t“;
- 1. Person Plural, Beispiel: „wir spiel-en“; die Personalendung ist: „-en“;
- 2. Person Plural, Beispiel: „ihr spiel-t“; die Personalendung ist: „-t“;
- 3. Person Plural, Beispiel: „sie spiel-en“; die Personalendung ist: „-en“.

Es gibt also in diesem Schema (Paradigma) 4 verschiedene Personalendungen, um 6 unterschiedliche Kombinationen der Kategorien Person und Numerus zu unterscheiden. Die Formen werden eindeutig durch die Kombination mit den entsprechenden Personalpronomen.

## Infinite Verbformen
Nicht alle Endungen der Verben drücken eine Person aus; diese gehören daher nicht zu den Personalendungen. Es handelt sich dabei um die Endungen für den Infinitiv und die Partizipien. Diese werden daher auch als infinite Verbformen bezeichnet.

## Andere Sprachen
In anderen Sprachen sind die Verhältnisse oft anders als im Deutschen. So hat das Englische nur eine Personalendung für die 3. Person Singular: „he, she, it run-s“ mit „-s“ als Personalendung. Alle anderen Personen werden nur durch die Personalpronomen ausgedrückt.